# Gerichtsorganisationsgesetz (Schleswig-Holstein)
Das Gerichtsorganisationsgesetz vom 24. Oktober 1984 regelte die Organisation der ordentlichen Gerichtsbarkeit in Schleswig-Holstein. Es wurde durch das Gesetz zur Bereinigung des Landesrechts im Bereich der Justiz zum 31. Mai 2018 aufgehoben. Die Organisation der ordentlichen Gerichte ist nunmehr Teil des seit dem 1. Juni 2018 gültigen Landesjustizgesetzes.

## Vorgeschichte
Das Gerichtsorganisationsgesetz war eine Neufassung des ersten Gesetzes dieser Art in Schleswig-Holstein, dem Gesetz über Gliederung und Bezirke der ordentlichen Gerichte (Gerichtsorganisationsgesetz) vom 21. September 1963. Die während der Geltungsdauer dieses Gesetzes vom 1. Oktober 1963 bis zum 31. Dezember 1984 bestehende Gliederung der ordentlichen Gerichte in Schleswig-Holstein sah folgendermaßen aus:
| Oberlandesgericht                                         | Landgerichte          | Amtsgerichte |
| --------------------------------------------------------- | --------------------- | --- |
| Schleswig-Holsteinisches Oberlandesgericht (in Schleswig) | Landgericht Flensburg | Amtsgericht Flensburg Amtsgericht Husum Amtsgericht Kappeln Amtsgericht Niebüll Amtsgericht Schleswig Amtsgericht Bredstedt (aufgehoben zum 1. Januar 1976) Amtsgericht Friedrichstadt (aufgehoben zum 1. Januar 1976) Amtsgericht Heide (aufgehoben zum 1. Januar 1971) Amtsgericht Leck (aufgehoben zum 1. Januar 1974) Amtsgericht Tönning (aufgehoben zum 1. Januar 1976) Amtsgericht Wesselburen (aufgehoben zum 1. Januar 1971) Amtsgericht Westerland (aufgehoben zum 1. Januar 1974) Amtsgericht Wyk auf Föhr (aufgehoben zum 1. Januar 1974) |
| Schleswig-Holsteinisches Oberlandesgericht (in Schleswig) | Landgericht Itzehoe   | Amtsgericht Elmshorn Amtsgericht Itzehoe Amtsgericht Meldorf Amtsgericht Pinneberg Amtsgericht Brunsbüttelkoog (aufgehoben zum 1. Januar 1974) Amtsgericht Garstedt (bis 1. Januar 1970) Amtsgericht Glückstadt (aufgehoben zum 1. Januar 1982) Amtsgericht Kellinghusen (aufgehoben zum 1. Januar 1982) Amtsgericht Krempe (aufgehoben zum 1. Januar 1982) Amtsgericht Marne (aufgehoben zum 1. Januar 1971) Amtsgericht Rantzau (aufgehoben zum 1. Januar 1976) Amtsgericht Schenefeld (aufgehoben zum 26. April 1970) Amtsgericht Uetersen (aufgehoben zum 1. Januar 1982) Amtsgericht Wedel (aufgehoben zum 1. Januar 1978) Amtsgericht Wilster (aufgehoben zum 1. Januar 1975) |
| Schleswig-Holsteinisches Oberlandesgericht (in Schleswig) | Landgericht Kiel      | Amtsgericht Bad Segeberg Amtsgericht Bad Bramstedt Amtsgericht Eckernförde Amtsgericht Kiel Amtsgericht Neumünster Amtsgericht Norderstedt (ab 1. Januar 1970) Amtsgericht Plön Amtsgericht Rendsburg Amtsgericht Bordesholm (aufgehoben zum 1. Januar 1976) Amtsgericht Gettorf (aufgehoben zum 1. Januar 1978) Amtsgericht Hohenwestedt (aufgehoben zum 1. Januar 1976) Amtsgericht Lütjenburg (aufgehoben zum 1. Januar 1979) Amtsgericht Nortorf (aufgehoben zum 1. Januar 1976) Amtsgericht Preetz (aufgehoben zum 1. Januar 1979) Amtsgericht Schönberg (Holstein) (aufgehoben zum 1. Januar 1979)                                                                            |
| Schleswig-Holsteinisches Oberlandesgericht (in Schleswig) | Landgericht Lübeck    | Amtsgericht Ahrensburg Amtsgericht Bad Oldesloe Amtsgericht Bad Schwartau Amtsgericht Eutin Amtsgericht Geesthacht Amtsgericht Lauenburg Amtsgericht Lübeck Amtsgericht Mölln Amtsgericht Oldenburg (Holstein) Amtsgericht Ratzeburg Amtsgericht Reinbek Amtsgericht Schwarzenbek Amtsgericht Trittau Amtsgericht Bargteheide (aufgehoben zum 26. April 1970) Amtsgericht Burg (Fehmarn) (aufgehoben zum 1. Januar 1979) Amtsgericht Heiligenhafen (aufgehoben zum 1. Januar 1979) Amtsgericht Neustadt in Holstein (aufgehoben zum 1. Januar 1979) Amtsgericht Reinfeld (Holstein) (aufgehoben zum 26. April 1970)                                                                 |

## Inhalt

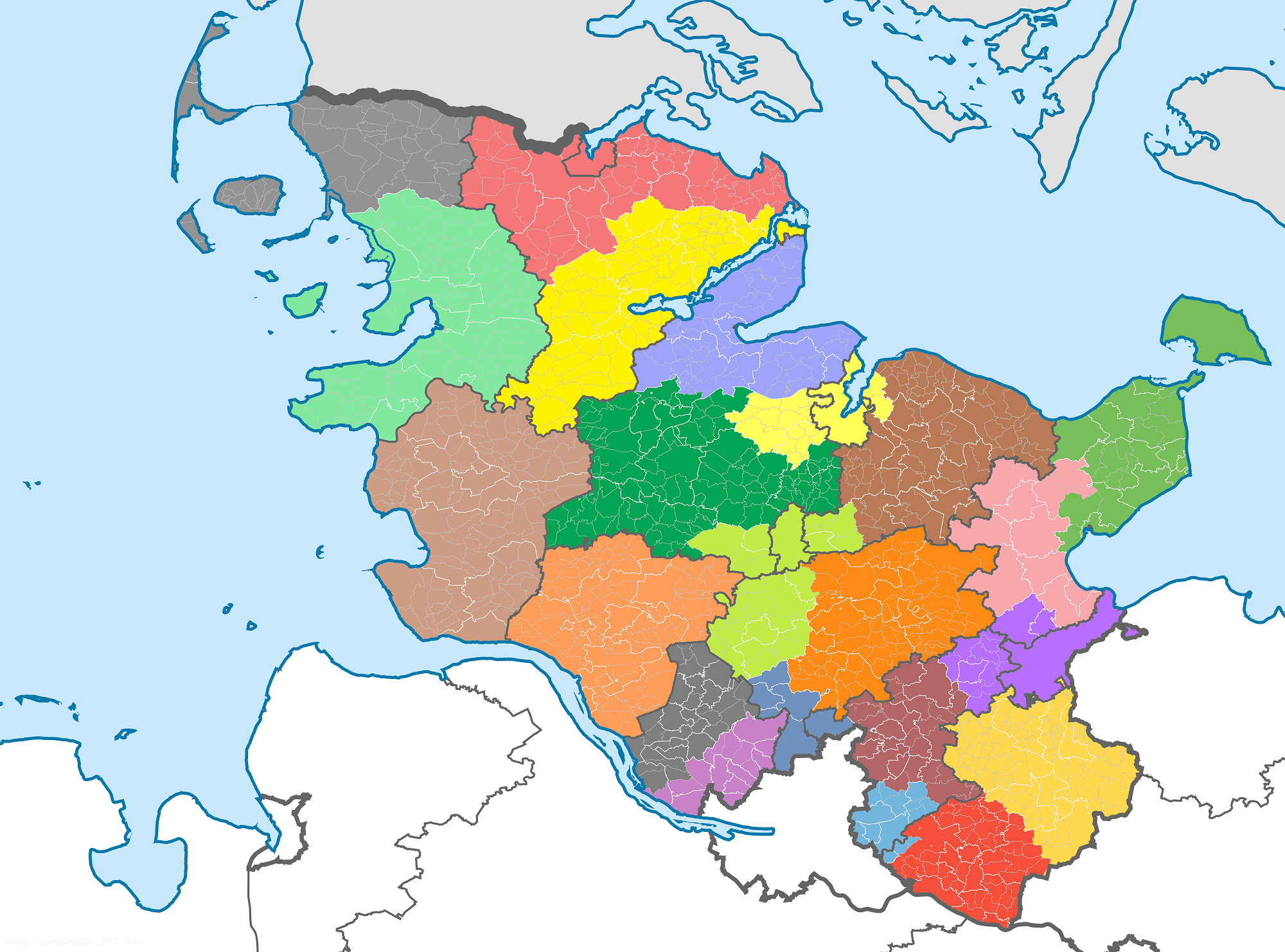
Bezirke der Amtsgerichte in Schleswig-Holstein

Das Gesetz legte die folgende Gerichtsstruktur für die ordentliche Gerichtsbarkeit fest:
| Oberlandesgericht                                         | Landgerichte          | Amtsgerichte |
| --------------------------------------------------------- | --------------------- | --- |
| Schleswig-Holsteinisches Oberlandesgericht (in Schleswig) | Landgericht Flensburg | Amtsgericht Flensburg Amtsgericht Husum Amtsgericht Niebüll Amtsgericht Schleswig Amtsgericht Kappeln (aufgehoben zum 1. April 2007) |
| Schleswig-Holsteinisches Oberlandesgericht (in Schleswig) | Landgericht Itzehoe   | Amtsgericht Elmshorn Amtsgericht Itzehoe Amtsgericht Meldorf Amtsgericht Pinneberg |
| Schleswig-Holsteinisches Oberlandesgericht (in Schleswig) | Landgericht Kiel      | Amtsgericht Bad Segeberg Amtsgericht Eckernförde Amtsgericht Kiel Amtsgericht Neumünster Amtsgericht Norderstedt Amtsgericht Plön Amtsgericht Rendsburg Amtsgericht Bad Bramstedt (aufgehoben zum 1. Oktober 1999) |
| Schleswig-Holsteinisches Oberlandesgericht (in Schleswig) | Landgericht Lübeck    | Amtsgericht Ahrensburg Amtsgericht Eutin Amtsgericht Lübeck Amtsgericht Oldenburg in Holstein Amtsgericht Ratzeburg Amtsgericht Reinbek Amtsgericht Schwarzenbek Amtsgericht Bad Oldesloe (aufgehoben zum 1. April 2009) Amtsgericht Bad Schwartau (aufgehoben zum 1. April 2009) Amtsgericht Geesthacht (aufgehoben zum 1. April 2007) Amtsgericht Lauenburg (aufgehoben zum 1. Januar 1995) Amtsgericht Mölln (aufgehoben zum 1. April 2008) Amtsgericht Trittau (aufgehoben zum 1. Januar 1995) |

In der Anlage zum Gesetz wurde die Zugehörigkeit der jeweiligen Gemeinden und der gemeindefreien Gebiete Schleswig-Holsteins zu einem Amtsgerichtsbezirk festgelegt. Abweichend hiervon regelte man die örtliche Zuständigkeit für die dem Land vorgelagerten gemeindefreien Küstengewässer direkt im Gesetz. So wurden dem Amtsgericht Kiel die Ostseeküste und dem Amtsgericht Husum die Nordseeküste, mit Ausnahme der zum Amtsgericht Pinneberg gehörenden Küstengewässer um die Insel Helgoland, zugelegt.